# Kosierz
Kosierz (niem. Cossar) – wieś w Polsce, położona w województwie lubuskim, w powiecie krośnieńskim, w gminie Dąbie.
W latach 1945–54 siedziba gminy Kosierz. W latach 1954–1972 wieś należała i była siedzibą władz gromady Kosierz. W latach 1975–1998 miejscowość administracyjnie należała do województwa zielonogórskiego.
Wieś jest położona w odległości 7 kilometrów od Dąbia w kierunku południowo-wschodnim, przy drodze na Nowogród Bobrzański. Przez wieś przebiega droga wojewódzka nr 288 i 287.

## Historia
Wieś o metryce średniowiecznej. Po raz pierwszy odnotowano o niej w źródłach około 1300 roku jako Kessoir. W 1318 roku został w Cosser poświadczony kościół, w 1376 miejscowy pleban. Na początku XIV wieku tutejsze dobra rycerskie należały do rodu von Rechenberg. W późniejszych czasach własność należała do przedstawicieli innych rodów. Wśród nich był Nicket Rabenow, który w 1500 roku złożył hołd swojemu panu lennemu, księciu Joachimowi I. Kosierz należał w 1510 roku do dóbr braci von Rothenburg z Nietkowic, którzy zostali odnotowani jako właściciele wsi jeszcze w 1575 roku. Georg Siegmund von Knobelsdorff, dziedzic Kosierza i Kukadła, około 1700 roku między dwoma stawami zbudował okazały pałac. Jego żona Ursula Barbara z domu Haugwitz urodziła w Kosierzu w 1696 roku syna Georga Wenzeslausa, który w późniejszym okresie był sławnym budowniczym na dworze Fryderyka Wielkiego. Wśród następnych właścicieli majątku wymienia się rodziny von Rabenau, Vicreck i baronów von Kottwitz. Dziedziczką wsi w 1879 roku była baronowa von Kottwitz. W tym czasie funkcjonowały tu gorzelnia i cegielnia, a przedstawiciele tej rodziny władali Kosierzem jeszcze w XX wieku. Około 1800 wieś liczyła 411 mieszkańców.

## Zabytki
Do wojewódzkiego rejestru zabytków wpisane są:
- kościół filialny pod wezwaniem Niepokalanego Poczęcia NMP, z końca XIII wieku, XV wieku, 1693 roku, zbudowany w stylu gotyckim, murowany z kamienia polnego. Na takie datowanie wskazuje zachowane we wschodniej ścianie prezbiterium pierwotne okno o rozglifionych ościeżach[5]. W swojej historii kilkakrotnie przebudowywany: w XV wieku, 1693 roku (wieża) i w wieku XIX (przekształcenie otworów okiennych). Od strony zachodniej góruje drewniana wieża, którą wieńczy namiotowy daszek
- zespół pałacowy, z końca XVII wieku, XVIII wieku, XIX wieku: 
  - pałac, wybudowany około 1700 roku przez Georga Siegmunda von Knobelsdorffa[4] chociaż informacje źródłowe mówią o istnieniu ziemskiej posiadłości już w roku 1305. Budowla położona jest w interesującym miejscu południowo-zachodniej części wsi, między dwoma stawami. W przeszłości przechodziła kilka zmian architektonicznych: odbudowanie w roku 1854 zniszczonego wcześniej piętra i dodanie nowego dachu. Prace prowadzono na zlecenie Adolpha Wilhelma von Kottwitza - ówczesnego właściciela rezydencji[4]. Należy nadmienić, że pałac zachowawszy barokowe cechy, stanowi dzisiaj wyjątkowy przykład architektury tego okresu na terenie województwa lubuskiego. Całość jest murowana, piętrowa, trzyskrzydłowa z otwartym dziedzińcem od zajazdu. Pięknie prezentują się kamienne putta zdobiące balustradę tarasu, będące personifikacją wiosny i zimy. Sufity wnętrza parteru zdobi dekoracja sztukatorska, a całość dopełniają sklepienia kolebkowo-krzyżowe. W sali reprezentacyjnej można ujrzeć nad głową wyjątkowe dzieła. Są to temperowe malowidła na płótnie, przedstawiające alegorie czterech żywiołów: wody, ognia, ziemi i powietrza. Obiekt użytkowało Państwowe Gospodarstwo Rolne[4]. Po przejęciu pałacu po 1990 roku przez prywatnego właściciela, brak właściwego użytkowania spowodował, że obiekt zaczął popadać w ruinę[4]
  - park o powierzchni 5,5 ha, założony w układzie krajobrazowym w połowie XIX wieku. W części północno-zachodniej i południowo-wschodniej znajdują się dwa stawy, a przez środek parku przepływa strumień. W układzie przestrzennym występują również polany z grupami drzew. Łącznie krzewów i drzew jest 39 gatunków, a niektóre z nich mają charakter pomnikowy
  - zabudowania folwarczne z pierwszej połowy XIX wieku. Cały zespół jest murowany, a części parterowe nakrywają dachy naczółkowe[5]. Na folwark składają się: 
    - gorzelnia piętrowa
    - obora
    - dwa magazyny
    - dwa stodoły[5]
    - owczarnia
    - stajnia

poza rejestrem:
- oranżeria z końca XVIII stulecia, którą w wieku XIX i XX uzupełniono przybudówkami[5]. Część starsza jest barokowa, parterowa i nakrywa ją mansardowy dach[5]. W środkowej sali budynku znajduje się studnia.